# Santa Lucia in Septisolio (titre cardinalice)
La diaconie cardinalice de Santa Lucia in Septisolio (ou in septem soliis ou in septem viis) fait partie des sept diaconies originelles d'après Annuaire Pontifical Catholique. L'église à laquelle le titre est rattaché, était située entre le cirque Massimo et le Septizonio, près du monastère de Saint Grégoire au Clivo Scauro, aux pieds du mont Palatin, à angle avec la voie Appia. La diaconie est supprimée en 1587 par le pape Sixte V. Le cardinal Cesare Baronio se plaignit dans ses Annales ecclésiastiques de la destruction d'un monument célèbre de l'ancienne Rome.

## Titulaires
- Gregorio, O.S.B. (1088)
- Gregorio Caetani (1099- avant 1116 ou entre 1124 et 1130)
- Giovanni (circa 1115- circa 1120)
- Gerardo (1120-1122)
- Gregorio (1122- circa 1130)
- Silvano (ou Sylvino) (1130- circa 1142)
- Rodolfo (1143-1159)
- Romano (1159-?)
- Leone Brancaleone, Chanoine régulier de San Frediano (1200-1202)
- Pélage Galvani (ou Paio Galvão), O.S.B. (1205-1210)
- Angelo d'Anna de Sommariva, O.S.B. Cam. (1384-1396)
- Giovanni Michiel (1468-1470)
- Fryderyk Jagiellończyk (1493-1503)
- Niccolò Fieschi (1503-1506)[1]
- René de Prie (1507-1509)[1]
- Vacance (1509-1525)
- Alphonse de Portugal (1525-1535)[1]
- Vacance (1535-1557)
- Giovanni Battista Consiglieri (1557-1558)[1]
- Vacance (1558-1565)
- Francesco Alciati (1565)[1]
- Francesco Crasso (1566)[1]
- Vacance (1566-1587)
- Diaconie supprimée en 1587